# Владычин, Юрий Николаевич
Юрий Николаевич Владычин — советский хозяйственный, государственный и политический деятель.

## Биография
Родился в 1917 году в Орехово-Зуеве. Член КПСС с 1941 года.
Участник Великой Отечественной войны. С 1946 года — на хозяйственной, общественной и политической работе. В 1946—1983 гг. — главный контролер Министерства государственного контроля СССР, инструктор и заведующий отделом промышленности и транспорта Орехово-Зуевского райкома КПСС, инструктор ЦК КПЭ, заведующий отделом промышленности и транспорта Пярнуского обкома КПЭ, секретарь Нарвского горкома КПЭ, заведующий отделом товаров народного потребления и пищевой промышленности ЦК КПЭ, заместитель председателя Эстонского совнархоза, заведующий отделом промышленности и транспорта ЦК КПЭ, министр лёгкой промышленности Эстонской ССР, председатель Государственного комитета по ценам Совета Министров Эстонской ССР.
Избирался депутатом Верховного Совета Эстонской ССР 6-10-го созывов.
Умер в Таллине в 1994 году.